# شجرة الدر (ممثلة)
شجرة الدر (26 أغسطس 1999) ممثلة ومقدمة برامج عراقية.

## حياتها
ولدت في العراق وغادرته بسبب تهديدات طالتها من أحد الأحزاب الدينية، انتقلت بعدها لتقيم في الإمارات العربية المتحدة.

## مشوارها المهني
بدايتها كانت عام 2015 عندما شاركت في برنامج المواهب التمثيلية عرب كاستنج، قامت بعدها بتقديم البرامج الصباحية النشرات الجوية والبرامج الفنية عبر عدة محطات عراقية، لتنتقل من الإعلام إلى التمثيل، ولعبت أول ادوارها في الفيلم السينمائي شباب شياب بدور مغنية سورية، لتلعب بعدها دور طالبة كويتية في مسلسل البدوي وغيرهم من الأعمال

## أعمالها

### في التلفزيون
| سنة الإنتاج | اسم المسلسل          | الشخصية |
| ----------- | -------------------- | ------- |
| 2022        | جوري                 | جوري    |
| 2020        | مسلسل بنات ملاكمة ج2 | عائشة   |
| 2020        | حارس الجبل           |         |
| 2019        | مسلسل بنات ملاكمة ج1 | عائشة   |
| 2017        | سماء صغيرة           |         |

### في السينما
| سنة الإنتاج | الفيلم    | الشخصية |
| ----------- | --------- | ------- |
| 2019        | شباب شياب |         |